# Die Todesschleife
Pour plus de détails, voir Fiche technique et Distribution.
Die Todesschleife est un film allemand réalisé par Arthur Robison, sorti en 1928.

## Fiche technique
- Titre : Die Todesschleife
- Réalisation : Arthur Robison
- Scénario : Arthur Robison, Robert Liebmann (en) et Robert Reinert
- Photographie : Carl Hoffmann
- Pays d'origine : République de Weimar
- Format : Noir et blanc - 1,33:1 - Film muet
- Genre : drame
- Durée : 123 minutes
- Date de sortie : 1928

## Distribution
- Werner Krauss : Botto, un clown
- Jenny Jugo : Blanche Valette
- Warwick Ward : Andre Melton
- Gina Manès : Hanna
- Sig Arno : Sigi
- Max Gülstorff : le père de Blanche
- Lydia Potechina : la mère de Blanche
- Gyula Szöreghy : un agent